# خاش
خاش شهری در بخش مرکزی شهرستان خاش از توابع استان سیستان و بلوچستان ایران است. این شهر در جنوب ناحیه سرحد بلوچستان قرار دارد.
اهمیت این شهر در گذشه تا آنجایی ویژه بوده که در بین سالیان ۱۳۰۷ تا ۱۳۲۶ قبل از ارتقای زاهدان به شهرستان و مرکزیت، شهر خاش مرکز نظامی و سیاسی و مرکز بلوچستان در استان هشتم بلوچستان و کرمان بود.در سال ۱۳۲۶ برای اولین بار در پی تشکیل واحدی هم سطح استان امروزی به نام «فرمانداری کل بلوچستان»، زاهدان که بخشی از خاش بود به مرکزیت فرمانداری کل بلوچستان انتخاب شد و بر این اساس تحت نظر یک مأمور عالی‌رتبه به نام والی از طرف مرکز (تهران) اداره می‌شد.ضمن اینکه زابل هم از استان خراسان و سیستان به قرمانداری کل بلوچستان الحاق شد. سپس در سال ۱۳۳۶، واحد فرمانداری کل بلوچستان تبدیل به استان بلوچستان و سیستان و در در دوره جمهوری اسلامی تبدیل به استان سیستان و بلوچستان شد. نام پیشین این شهر واش بوده که در سال ۱۳۰۸ در زمان ارتقای جایگاه استانی این منطقه مسکونی به شهر، به خاش تغییر نام داده شد.
شهر خاش محل زندگی اصیل‌ترین مردم قوم بلوچ محسوب می‌شود.
شهر خاش و منطقه اطراف با کمبود آب مواجه است و در سال‌های اخیر کاهش بارش‌ها، افزایش جمعیت و مصرف آب این کمبود را تشدید کرده است.

## پیشینه نام
نام پیشین و تاریخی شهر «واشت» بوده است که در سده‌های گذشته با حذف صامت «ت» به صورت «واش» درآمده اما نام دیگر آن خُواش در میام عام مردم رواج دارد. واش مشتق شده از واژه (وَش) در زبان بلوچی و به معنی شیرین وخوش است.
در زمان ساسانیان از شهری به نام واشت (washt) در بلوچستان امروزی در محدوده خاش امروزی نام برده شده که بنظر می‌رسد واشت (washt) نام برده شده در زمان ساسانی با واژه (وش) امروزی در زبان بلوچی یکسان و هر دو به معنی خوب و شیرین هستند. بی تردید نام پیش تر خاش (واشت) ریشه در شهر واشت (washt) دوره ساسانی دارد و مشخص است قدمت شهر به قبل از اسلام بر می‌گردد. در سال ۱۳۰۸ در زمان ارتقای جایگاه استانی این منطقه مسکونی به شهر، نام آن به خاش تغییر کرد.

## تاریخچه
خاش امروزی در نزدیکی شهر قدیمی خاش قرار دارد که تاریخ پیدایش آن به پیش از حکومت نادرشاه می‌رسد. در زمان ساسانیان از منطقه‌ای به نام وَشت (washt) در بلوچستان امروزی در محدوده خاش نام برده شده که نشان می‌دهد قدمت خاش قدیمی به دوران باستان و پیش از اسلام بر می‌گردد.

شهر خاش در دوران معاصر تحت کنترل خان‌های محلی بلوچ بوده اما بعد از  قرار دادگلداسمیت در سال ۱۸۷۱ که نیمه غربی بلوچستان تحت کنترل قاجار درآمد.
شهر خاش طی تقسیمات چهار ایالتی کشوری ایران در عصر قاجار به عنوان مرکز بلوچستان در استان کرمان و بلوچستان شناخته می‌شد و قشون قاجار و سپس در عهد پهلوی در آن اسکان داشتند.

در سال ۱۳۱۶ با تصویب قانون تقسیمات کشوری، ایران به ۱۰ استان و ۴۹ شهرستان تقسیم شد که طی این تقسیمات خاش، زابل، بم، کرمان و بندرعباس شهرستان‌های استان هشتم (کرمان و بلوچستان) شدند و خاش رسماً به‌عنوان مرکز بلوچستان شناخته می‌شد.
در گذشته خاش مرکز نظامی (و سیاسی) منطقه بود و از سال ۱۳۰۷ تا ۱۳۲۶ خاش در قبضه قدرت قشون نظامیان بود. همه فرمانداران و بخشداران نظامی بودند به همین دلیل بسیاری از ادارات مهم در خاش استقرار داشت و زاهدان بعد از ارتقا به شهرستان در سال ۱۳۲۵ و تشکیل فرمانداری کل بلوچستان در سال ۱۳۲۶ از خاش جدا شد و تبدیل به مرکز فرمانداری کل بلوچستان گشت. اما خاش رسماً تا قبل از رونق‌گیری زاهدان و جذب جمعیت از اهمیت بیشتری برخوردار بود.

## جغرافیا
شهرستان خاش را بیشتر نفرات به خاطر تیپ ۲۸۸ زرهی سلیمان هاشمزهی نزاجا و مرکز آموزش ۰۸ ابراهیم نوری نزاجا و کوه نیمه فعال تفتان می‌شناسند.
خاش شهری بلوچ نشین واقع در مرکز بلوچستان با آب و هوایی سرد و کوهستانی می‌باشد.
کارخانه بزرگ سیمان خاش قدیمی‌ترین کارخانه سیمان در جنوب شرق ایران است. کشاورزی در روستاهای پیرامون خاش در گذشته بیشتر توسط یزدی‌های مهاجر انجام می‌گرفت.
خاش در سال‌های پس از انقلاب اسلامی ۱۳۵۷ از مراکز مهم مهاجرپذیر شرق ایران شد بطوری که بر پایه سرشماری سال ۱۳۶۵ خورشیدی، شمار مهاجران شهر خاش بیش از یک‌ششم کل جمعیت شهر بود.

## جمعه خونین خاش

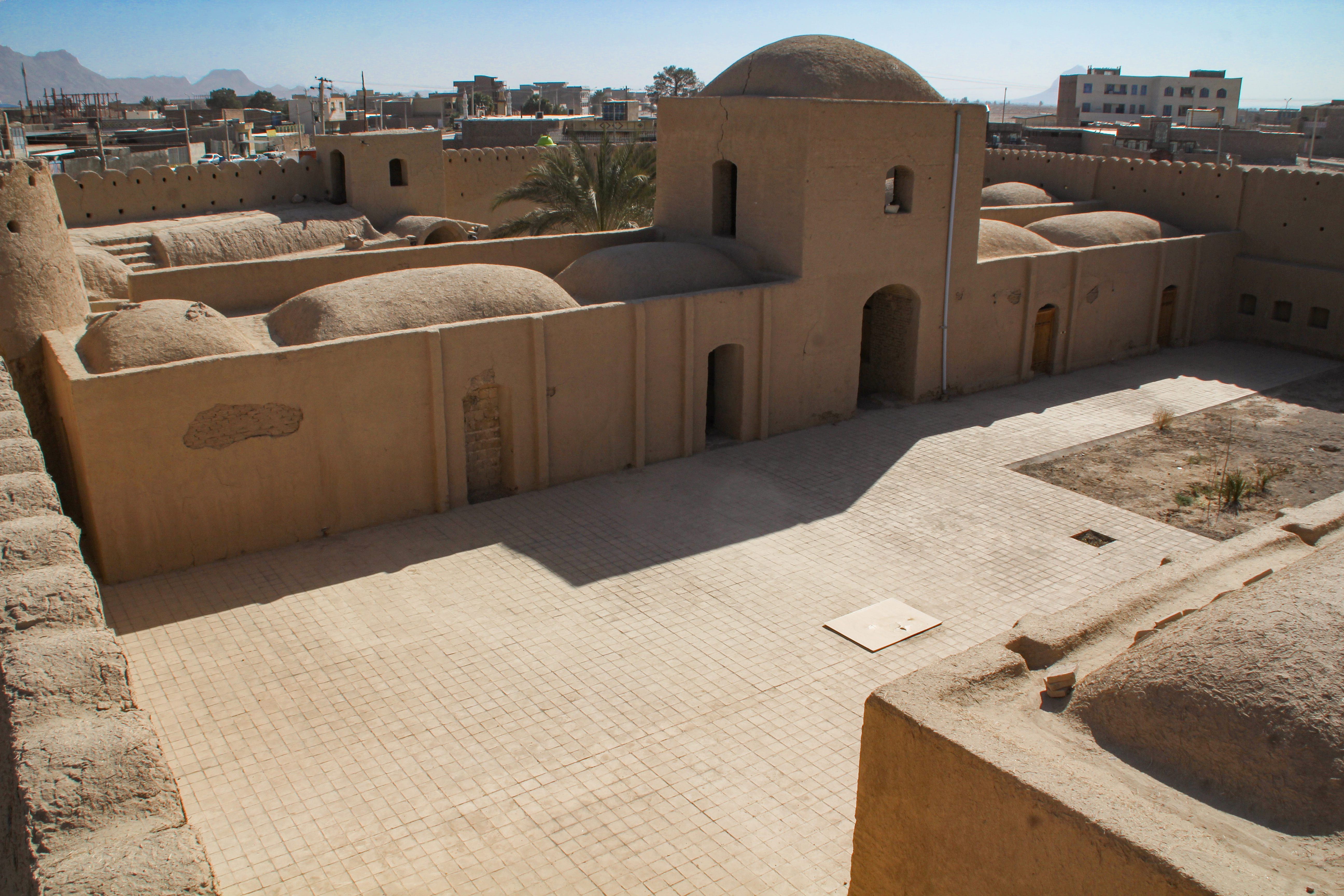
شهرستان خاش قلعه حیدرآباد

جمعه خونین خاش به درگیری‌های ۱۳ آبان ۱۴۰۱ بین اختشاگران و مردم معترض خاش با نیروی انتظامی در میانهٔ خیزش سراسری ایران گفته می‌شود. مولوی عبدالحمید، امام جمعه زاهدان، در بیانیه‌ای اعلام کرد در این حادثه دست‌کم ۱۸ نفر کشته و ده‌ها نفر دیگر زخمی شدند. عفو بین‌الملل در گزارشی شمار کشته‌شدگان را ۱۸ نفر در یک روز اعلام کرد که نیروهای امنیتی در سرکوب مردم از «گلوله‌های جنگی مرگبار» استفاده کرده است.

## جمعیت‌شناسی
بر پایه سرشماری عمومی نفوس و مسکن در سال ۱۳۹۵ جمعیت این مکان ۵۶٬۵۸۴ نفر (۱۴٬۳۸۴ خانوار) بوده است.

### زبان و مذهب
اکثر مردم شهرستان خاش به زبان بلوچی (سرحدی و مکرانی) تکلم می‌کنند.
مذهب بیشتر مردم این شهر اهل‌سنت حنفی می‌باشد. اقلیتی از شیعیان نیز در شهر حضور دارند. که بیشتر آنها غیر بومی اعم از نظامیان ، کارمندان دولتی و مهاجران از سایر استان ها می باشند.

### مهاجرت
شهر خاش جز ۶ شهر بزرگ و پرجمعیت ، استان سیستان و بلوچستان می باشد. به همین دلیل هر ساله به طور میانگین جمعیتی حدود هزار نفری به این شهر مهاجرت می کنند. در تصویر زیر اطلاعات دقیق تری آمده است:

### آداب و رسوم
زندگی قوم بلوچ آمیخته از عقاید و باورهایی است که رشته در سنتی دیرین دارند. کمتر می‌توان دید مراسم یا آئینی با موسیقی همراه نباشد. در موسیقی محلی آوازهایی مانند نازینک در مراسم عروسی و آواز نعت که مدح رسول مکرم اسلام استفاده قرار می‌گیرد. برخی از این مراسم‌ها و آئین‌ها عبارتند از:
- لیکو و زهیروک: آوازهایی هستند که در مرگ یا فراق بستگان خوانده می‌شود. زهیروک در بدو امر توسط زنان در حین کارهای روزمره خوانده می‌شود. امروزه لیکو و زهیروک (مودگ/موتک) توسط مردان و به همراهی قیچک (سرود/سروز) اجرا می‌شود.
- شعر: عبارت است از آوازی که مضمون آنرا داستانهای حماسی، عشقی، وقایع تاریخی، و پند و اندرز تشکیل می‌دهد. همانند درگیری قوم بلوچ با قشون انگلیس، جیندخان و داستان میرقنبر و چاکر و گوهرام.
در شهرستان خاش، لباس مردان(لباس بلوچی) متشکل از پیراهن دراز و یقه باز، شلوار گشاد، دستار (لنگ) و جلیقه (باسکت)، و بعضاً کلاه است لباس زنان هم پیراهن بلندی است که با سوزندوزی در قسمت‌های سرآستین، جیب (گپتان)، دم پا و سرسینه تزئین شده است.

## اقتصاد و زیرساخت‌ها

### حمل و نقل
شهر خاش میانه جاده ایرانشهر به زاهدان قرار داد و به شکل تاریخی به دلیل موقعیت استراتژیک شهر در میان استان، مرکز اداره سیاسی بلوچستان ایران در شرق بوده است. همچنین ایستگاه راه‌آهن خاش در مسیر راه‌آهن چابهار – زاهدان قرار دارد.

### خط لوله آب دریای عمان
شهر خاش در مسیر خط لوله انتقال آب شیرین سازی شده دریا به شرق ایران قرار گرفته که آب مورد نیاز صنایع را تأمین می‌کند. همچنین آب شرب شهر از طریق سد کارواندر تأمین می‌شود.

### صنایع
مردم شهر عمدتاً در صنایع غذایی، کشاورزی در مناطق اطراف، صنایع معدنی (مخصوصا سیمان و سنگ آهن) و صنایع دستی و تجارت با پاکستان (و قاچاق سوخت) مشغول به کار هستند.
صنایع دستی خاش اوج هنر، ظرافت و فرهنگ مردم خاش را نشان می‌دهد. از جمله صنایع دستی مردم خاش می‌توان به سوزن دوزی بلوچی، حصیر بافی، گلیم بافی، قالی بافی، پشتی و خورجین بافی، سکه و آیینه دوزی، پرده بافی، زرگری، سیاه چادر بافی، نمد مالی، منبت کاری، پارچه بافی، جواهر سازی، خامه، سیاه و پریوار دوزی، تولید ابزار آلات موسیقی و ساخت آویز دیواری از عمده هنرهای صنایع دستی در شهرستان خاش هستند.

### آموزش
در شهر خاش دانشگاه آزاد اسلامی واحد خاش قرار دارد.
همچنین در شهر خاش دانشکده صنعت و معدن خاش قرار دارد که زیرمجموعه دانشگاه سیستان و بلوچستان می‌باشد. این دانشکده فعالیت خود را در سال ۱۳۹۳ با آموزش رشته‌های مهندسی معدن، مهندسی کامپیوتر و مهندسی صنایع شروع کرد و هدف آن آموزش نیروی متخصص برای توسعه صنعتی و معدنی منطقه خاش است.
- دانشگاه آزاد اسلامی خاش
- دانشکده صنعت و معدن خاش

### زیر ساخت های بهداشتی
در شهر خاش بیمارستان مجهز امام خمینی، چندین کلینیک تخصصی پزشکی قرار دارند که شامل :
- بیمارستان خمینی خاش
- درمانگاه شبانه روزی لقمان خاش
- درمانگاه رازی خاش

### سایر زیر ساخت های شهری
دادگاه، مراکز متعدد پلیس و سایر نیروهای انتظامی، امنیتی و نظامی، تعداد زیادی مسجد کوچک و همچنین مسجد جامع خاش وجود دارد.

## جاذبه‌های گردشگری

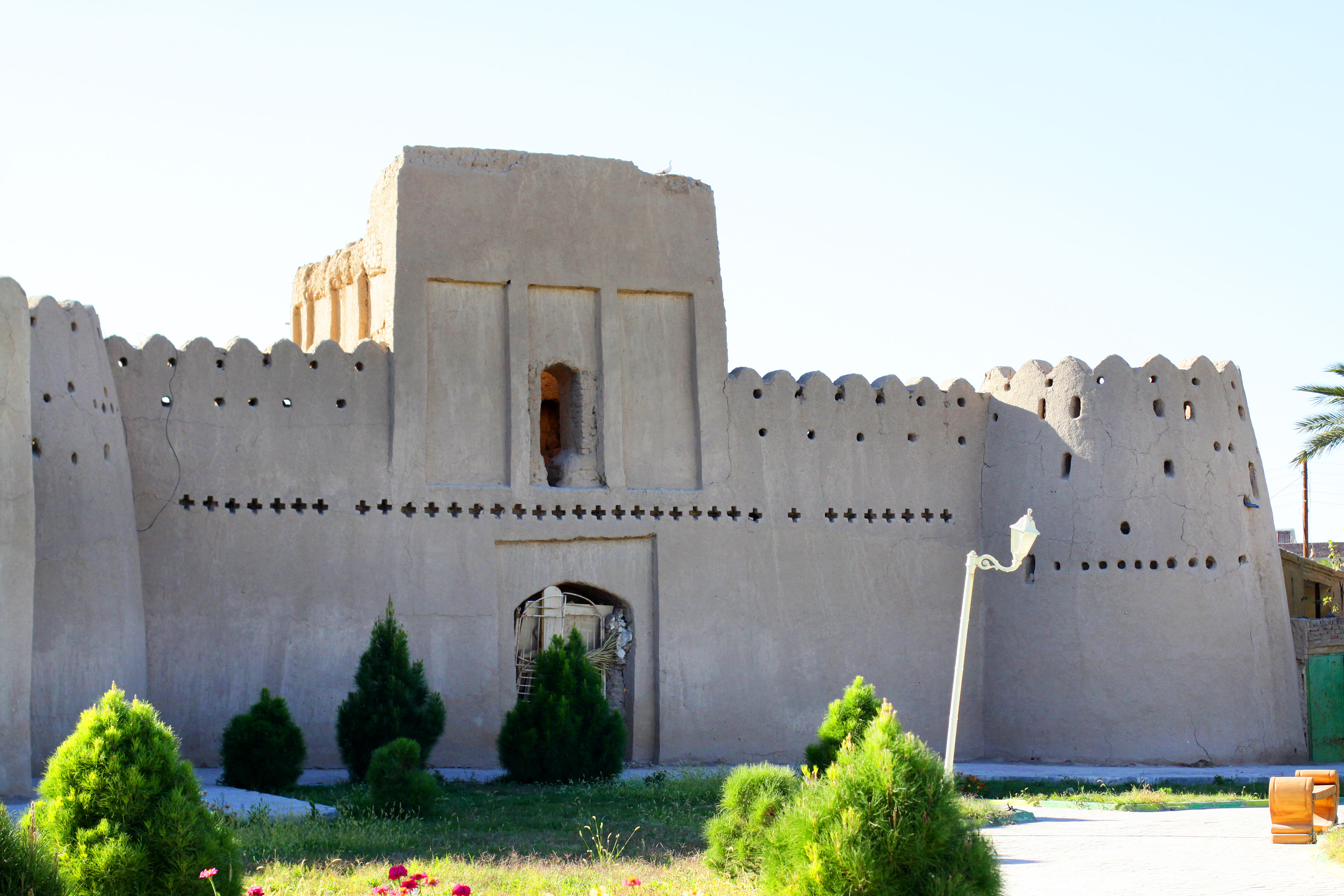
نمایی از قلعه حیدرآباد

- صنایع دستی خاش
- کوه شاه خفته
- قلعه حیدرآباد
- انجیر مهی
- گنج امین
- قلعه ناصری خاش
- نخلستان ایرندگان
- رودخانه ایرندگان
- غار صداکی ایرندگان
- قلعه ایرندگان (ده قلعه)
- کوه تفتان
- رودخانه کارواندر
- کوه بیرک
- رودخانه مرنتاک
- سنگان